# Viadana brasiliensis
Viadana brasiliensis is een rechtvleugelig insect uit de familie sabelsprinkhanen (Tettigoniidae). De wetenschappelijke naam van deze soort is voor het eerst geldig gepubliceerd in 1878 door Carl Brunner von Wattenwyl. Zoals de naam aangeeft, komt deze soort voor in Brazilië.